# Abdopus aculeatus
Espèce
Synonymes
- Octopus (Abdopus) aculeatus Orbigny, 1834[2]
- Octopus (Abdopus) aculeatus d'Orbigny (in Férussac & d'Orbigny), 1834[3]
- Octopus aculeatus D'Orbigny, 1834[4]
- Octopus aculeatus d'Orbigny (in Férussac & d'Orbigny), 1834[3]
- Octopus aculeatus d'Orbigny, 1834[2]
- Octopus harmandi Rochebrune, 1882[4] [3] [2]

Abdopus aculeatus est une espèce d'octopodes ayant la particularité de se déplacer sur deux tentacules, comme on peut le voir sur cette photo. 
Cette espèce vit dans le centre de l'océan Indien. Elle est difficile à observer ce qui explique le peu de connaissances à son sujet. La découverte de son comportement est récente.
Cette bipédie est une position de défense contre ses prédateurs. Cela lui permet de se camoufler tout en se déplaçant ressemblant alors à une algue flottant entre deux eaux et se déplaçant avec le courant.
Ces octopodes intéressent particulièrement les scientifiques ainsi que les représentants du genre Marginatus car leur comportement fait preuve d'une certaine « intelligence ». Ce seraient des mollusques capables d'un raisonnement complexe plus que d'autres octopodes.

## Reproduction
Sa reproduction est elle aussi compliquée. Les mâles élaborent des stratégies complexes pour approcher les femelles. Ils cachent leurs rayures brunes (typiques des mâles) et imitent les comportements féminins. Ceux-ci choisissent les femelles les plus grandes afin qu'elles pondent le plus d'œufs possibles. Le mâle monte la garde devant la tanière de la femelle, il tue même les autres poulpes s'approchant trop près et prouve ainsi sa virilité. Une fois la femelle fécondée, elle se retire et pond quelques dizaines de milliers d’œufs. Elle les protège et les entretient sans s’occuper d’elle-même ni même se nourrir. Elle meurt au bout d’un mois, précédant de quelques semaines le mâle.